# Ковалёв, Геннадий Филиппович
Генна́дий Фили́ппович Ковалёв (род. 15 июля 1943, Воронеж) — советский и российский лингвист, доктор филологических наук, заведующий кафедрой славянской филологии филологического факультета Воронежского государственного университета (ВГУ), заведующий научно-исследовательской лабораторией воронежского лингвокраеведения им. проф. В. И. Собинниковой ВГУ.

## Биография
Г. Ф. Ковалёв родился 15 июля 1943 года в Воронеже. В 1960 году окончил среднюю школу № 2 ЮВжд, в 1970 году — филологический факультет ВГУ, ученик профессора В. И. Собинниковой. С 1975 года по настоящее время работает на филологическом факультете ВГУ.
В 1978 году защитил кандидатскую диссертацию «Из истории словообразования русской этнонимии». С 1991 года — заведующий кафедрой славянской филологии ВГУ , с 1993 года — руководитель научно-исследовательской лаборатории воронежского лингвокраеведения им. В. И. Собинниковой. В 1995 году защитил докторскую диссертацию «Этнонимия славянских языков: Номинация и словообразование».

## Основные направления научной деятельности
- история славянских народов, их языков и культур
- ономастика славянских языков
- литературная ономастика русского языка
- региональная ономастика.

## Наиболее значимые научные публикации
- История русских этнических названий. Воронеж: ВГУ, 1982. — 160 с.
- О происхождении этнонима «Русь» // Studia Slavica Finlandensia, Helsinki, 1986, t. III, p. 68-90.
- Materiały do słownika etnonimów języka rosyjskiego. Opole, 1987, 92 s.
- Этнонимия славянских языков: Номинация и словообразование. Воронеж: ВГУ, 1991. — 176 с.
- Основные тенденции формирования и развития этнонимии славянских языков // Slavica Slovaca, Bratislava, 1996, N 1, s. 27-41.
- Словарь этнических названий народов России // Материалы по русско-славянскому языкознанию. Воронеж, 1996, вып. 21, 1997, вып. 22, 1998, вып. 23, 1999, вып. 24.
- Этнонимикон А. С. Пушкина // Наш Пушкин. Nitra, 1999. С. 159—170.
- Ономастические этюды: Писатель и имя. Воронеж, 2001. — 275 с.
- Этнос и имя. — Воронеж: ВГУ, 2003. — 236 с.
- Писатель. Имя. Текст. — Воронеж: ВГУ, 2004. — 340 с.
- Ономастическое комментирование на уроках русской словесности: Учебное пособие для учителя русского языка и литературы. — Воронеж: ВГУ, 2005. — 214 с.
- Библиография ономастики русской литературы / Г. Ф. Ковалёв ; Воронеж. гос. ун-т, Каф. славян. филологии. — Воронеж: Воронеж. гос. ун-т, 2006.
- Микротопонимия Воронежской области: словарь / Г. Ф. Ковалёв; Воронеж. гос. ун-т, Каф. славян. филологии, Лаб. воронеж. лингвокраеведения им. В. И. Собинниковой. — Воронеж: Артефакт, 2007. — 407, [1] с. — (Ономастическая энциклопедия Воронежской области; Т. 1).

## Публикации в СМИ
- Голубь Ю. «По Батыевой дороге». Профессор-филолог о корнях и языке славянских народов («АиФ-Черноземье»)